# Oihus insignius
Oihus insignius är en skalbaggsart som beskrevs av Dillon 1952. Oihus insignius ingår i släktet Oihus och familjen långhorningar.
Artens utbredningsområde är Fiji. Inga underarter finns listade i Catalogue of Life.